# Intégrale de Riemann-Liouville
En mathématiques, l'intégrale de Riemann-Liouville associe à une fonction réelle {\displaystyle f:\mathbb {R} \rightarrow \mathbb {R} } une autre fonction Iα f de même nature pour chaque valeur du paramètre α > 0 . L'intégrale est une manière de généraliser la primitive répétée de f en ce sens que pour des valeurs entières positives de α, Iα f est une primitive itérée de f d'ordre α . L'intégrale de Riemann-Liouville porte le nom de Bernhard Riemann et Joseph Liouville, ce dernier étant le premier à envisager la possibilité du calcul fractionnaire en 1832. L'opérateur s'accorde avec la transformée d'Euler, d'après Leonhard Euler, lorsqu'elle est appliquée aux fonctions analytiques. Elle a été généralisée à des dimensions arbitraires par Marcel Riesz, qui a introduit le potentiel de Riesz.

## Définition
L'intégrale de Riemann-Liouville est définie par
{\displaystyle \mathrm {I} ^{\alpha }f(x)={\frac {1}{\Gamma (\alpha )}}\int _{a}^{x}f(t)(x-t)^{\alpha -1}\,\mathrm {d} t}
où Γ est la fonction gamma et a est un point de base arbitraire mais fixe. L'intégrale est bien définie pourvu que f soit une fonction localement intégrable, et α soit un nombre complexe dans le demi-plan Re(α) > 0 . La dépendance au point de base a est souvent supprimée, et représente une liberté en constante d'intégration. Il est clair que I1f est une primitive de f (du premier ordre), et pour des valeurs entières positives de α, Iαf est une primitive d'ordre α par la formule de Cauchy pour l'intégration successive. Une autre notation, qui met l'accent sur le point de base, est:
{\displaystyle {}_{a}\mathrm {D} _{x}^{-\alpha }f(x)={\frac {1}{\Gamma (\alpha )}}\int _{a}^{x}f(t)(x-t)^{\alpha -1}\,\mathrm {d} t.}
Cela a également un sens si a = −∞, avec des restrictions appropriées sur f .
Les relations fondamentales suivantes sont vérifiées :
{\displaystyle {\frac {\mathrm {d} }{\mathrm {d} x}}\mathrm {I} ^{\alpha +1}f(x)=\mathrm {I} ^{\alpha }f(x),\quad \mathrm {I} ^{\alpha }(\mathrm {I} ^{\beta }f)=\mathrm {I} ^{\alpha +\beta }f,}
où la deuxième est une propriété de semi-groupe. Ces propriétés permettent non seulement de définir l'intégration fractionnaire, mais aussi la dérivation fractionnaire, en prenant suffisamment de dérivées de Iα f.

## Propriétés
On fixe un intervalle borné (a , b). L'opérateur Iα associe à chaque fonction intégrable f sur (a , b) la fonction Iα f sur (a , b) qui est également intégrable par le théorème de Fubini. Ainsi Iα définit un opérateur linéaire sur L1(a,b) :
{\displaystyle \mathrm {I} ^{\alpha }:L^{1}(a,b)\to L^{1}(a,b).}
Le théorème de Fubini montre également que cet opérateur est continu par rapport à la structure de l'espace de Banach sur L1, et que l'inégalité suivante est vérifiée :
{\displaystyle \left\|\mathrm {I} ^{\alpha }f\right\|_{1}\leq {\frac {|b-a|^{\Re (\alpha )}}{\Re (\alpha )|\Gamma (\alpha )|}}\|f\|_{1}.}
Ici ‖ · ‖1 désigne la norme sur L1(a,b) .
Plus généralement, d'après l'inégalité de Hölder, il s'ensuit que si f ∈ Lp(a, b), alors Iα f ∈ Lp(a, b) également, et l'inégalité analogue est vraie :
{\displaystyle \left\|\mathrm {I} ^{\alpha }f\right\|_{p}\leq {\frac {|b-a|^{\Re (\alpha )/p}}{\Re (\alpha )|\Gamma (\alpha )|}}\|f\|_{p}}
où ‖ · ‖p est la norme L p sur l'intervalle (a, b ) . On a donc un opérateur linéaire borné Iα : Lp(a, b) → Lp(a, b). De plus, Iα f → f au sens Lp comme α → 0 le long de l'axe réel. C'est-à-dire
{\displaystyle \lim _{\alpha \to 0^{+}}\|\mathrm {I} ^{\alpha }f-f\|_{p}=0}
pour tout p ≥ 1 . De plus, en estimant la fonction maximale (en) de I, on peut montrer que la limite Iα f → f est vraie ponctuellement presque partout.
L'opérateur Iα est bien défini sur l'ensemble des fonctions localement intégrables sur toute la droite réelle {\displaystyle \mathbb {R} }. Il définit une transformation bornée sur l'un des espaces de Banach des fonctions de type exponentielle {\displaystyle X_{\sigma }=L^{1}(\mathrm {e} ^{-\sigma |t|}\mathrm {d} t),} constitué de fonctions localement intégrables dont la norme
{\displaystyle \|f\|=\int _{-\infty }^{\infty }|f(t)|\mathrm {e} ^{-\sigma |t|}\,\mathrm {d} t}
est fini. Pour f ∈ Xσ, la transformée de Laplace de Iα f prend la forme particulièrement simple
{\displaystyle ({\mathcal {L}}\mathrm {I} ^{\alpha }f)(s)=s^{-\alpha }F(s)}
pour Re(s) > σ . Ici F(s) désigne la transformée de Laplace de f, et cette propriété exprime que Iα est un multiplicateur de Fourier.

## Dérivées fractionnaires
On peut également définir les dérivées d'ordre fractionnaire de f par
{\displaystyle {\frac {\mathrm {d} ^{\alpha }}{\mathrm {d} x^{\alpha }}}f\ {\overset {\text{def}}{=}}\ {\frac {\mathrm {d} ^{\lceil \alpha \rceil }}{\mathrm {d} x^{\lceil \alpha \rceil }}}\mathrm {I} ^{\lceil \alpha \rceil -\alpha }f}
où ⌈ · ⌉ désigne la fonction partie entière par excès. On obtient également une différence intégrale interpolant entre différenciation et intégration en définissant
{\displaystyle \mathrm {D} _{x}^{\alpha }f(x)={\begin{cases}{\dfrac {\mathrm {d} ^{\lceil \alpha \rceil }}{\mathrm {d} x^{\lceil \alpha \rceil }}}\mathrm {I} ^{\lceil \alpha \rceil -\alpha }f(x)&\ {\text{ si }}\ \alpha >0\\f(x)&\ {\text{ si }}\ \alpha =0\\\mathrm {I} ^{-\alpha }f(x)&\ {\text{ si }}\ \alpha <0.\end{cases}}}
Une dérivée fractionnaire alternative a été introduite par (Caputo 1967), et produit une dérivée qui a des propriétés différentes : elle produit zéro à partir de fonctions constantes et, plus important encore, les termes de valeur initiale de la transformée de Laplace sont exprimés au moyen des valeurs de cette fonction et de sa dérivée d'ordre entier plutôt que les dérivées d'ordre fractionnaire comme dans la dérivée de Riemann-Liouville (Loverro 2004). La dérivée fractionnaire de Caputo de point de base x, est alors :
{\displaystyle \mathrm {D} _{x}^{\alpha }f(y)={\frac {1}{\Gamma (1-\alpha )}}\int _{x}^{y}f'(y-u)(u-x)^{-\alpha }\mathrm {d} u.}
Une autre représentation est :
{\displaystyle {}_{a}{\widetilde {\mathrm {D} }}_{x}^{\alpha }f(x)=\mathrm {I} ^{\lceil \alpha \rceil -\alpha }\left({\frac {\mathrm {d} ^{\lceil \alpha \rceil }f}{\mathrm {d} x^{\lceil \alpha \rceil }}}\right).}

## Dérivée fractionnaire d'une fonction puissance de base

La demi-dérivée (courbe violette) de la fonction (courbe bleue) avec la première dérivée (courbe rouge).

L'animation montre l'opérateur dérivé oscillant entre la primitive (:

Supposons que f(x) soit un monôme de la forme
{\displaystyle f(x)=x^{k}\,.}
La dérivée première est comme d'habitude
{\displaystyle f'(x)={\frac {\mathrm {d} }{\mathrm {d} x}}f(x)=kx^{k-1}\,.}
Répéter l'opération donne le résultat plus général :
{\displaystyle {\frac {\mathrm {d} ^{a}}{\mathrm {d} x^{a}}}x^{k}={\dfrac {k!}{(k-a)!}}x^{k-a}\,,}
ce qui, après remplacement des factorielles par la fonction gamma, conduit à
{\displaystyle {\frac {\mathrm {d} ^{a}}{\mathrm {d} x^{a}}}x^{k}={\dfrac {\Gamma (k+1)}{\Gamma (k-a+1)}}x^{k-a},\quad \ \forall k>0.}
Pour k = 1 et a = 1/2, on obtient la demi-dérivée de la fonction {\displaystyle x\mapsto x} par :
{\displaystyle {\frac {\mathrm {d} ^{\frac {1}{2}}}{\mathrm {d} x^{\frac {1}{2}}}}x={\frac {\Gamma (1+1)}{\Gamma \left(1-{\frac {1}{2}}+1\right)}}x^{1-{\frac {1}{2}}}={\frac {\Gamma (2)}{\Gamma \left({\frac {3}{2}}\right)}}x^{\frac {1}{2}}={\frac {1}{\frac {\sqrt {\pi }}{2}}}x^{\frac {1}{2}}.}
Pour démontrer qu'il s'agit en fait de la "demi-dérivée" (où H2f(x) = Df(x) ), on répète le processus pour obtenir :
{\displaystyle {\dfrac {\mathrm {d} ^{\frac {1}{2}}}{\mathrm {d} x^{\frac {1}{2}}}}{\dfrac {2x^{\frac {1}{2}}}{\sqrt {\pi }}}={\frac {2}{\sqrt {\pi }}}{\dfrac {\Gamma (1+{\frac {1}{2}})}{\Gamma ({\frac {1}{2}}-{\frac {1}{2}}+1)}}x^{{\frac {1}{2}}-{\frac {1}{2}}}={\frac {2}{\sqrt {\pi }}}{\frac {\Gamma \left({\frac {3}{2}}\right)}{\Gamma (1)}}x^{0}={\frac {2{\frac {\sqrt {\pi }}{2}}x^{0}}{\sqrt {\pi }}}=1\,,}
(car {\textstyle \Gamma \!\left({\frac {3}{2}}\right)={\frac {\sqrt {\pi }}{2}}} et Γ(1) = 1 ) qui est bien le résultat attendu de
{\displaystyle \left({\frac {\mathrm {d} ^{\frac {1}{2}}}{\mathrm {d} x^{\frac {1}{2}}}}{\frac {\mathrm {d} ^{\frac {1}{2}}}{\mathrm {d} x^{\frac {1}{2}}}}\right)\!x={\frac {\mathrm {d} }{\mathrm {d} x}}x=1\,.}
Pour une puissance entière négative k, {\textstyle 1/\Gamma } est nulle, il est donc intéressant d'utiliser la relation suivante : 
{\displaystyle {\frac {\mathrm {d} ^{a}}{\mathrm {d} x^{a}}}x^{-k}=\left(-1\right)^{a}{\dfrac {\Gamma (k+a)}{\Gamma (k)}}x^{-(k+a)}\quad {\text{ pour }}k\geq 0.}
Cette extension de l'opérateur différentiel ci-dessus n'a pas besoin d'être limitée uniquement aux puissances réelles, et peut s'appliquer également aux pouvoirs complexes. Par exemple, la (1 + i) -ième dérivée de la (1 − i) -ième dérivée donne la seconde dérivée. Définir également des valeurs négatives pour a donne des intégrales.
Pour une fonction générale f(x) et 0 < α < 1, la dérivée fractionnaire complète est
{\displaystyle \mathrm {D} ^{\alpha }f(x)={\frac {1}{\Gamma (1-\alpha )}}{\frac {\mathrm {d} }{\mathrm {d} x}}\int _{0}^{x}{\frac {f(t)}{\left(x-t\right)^{\alpha }}}\,\mathrm {d} t.}
Pour α arbitraire, puisque la fonction gamma est infinie pour les entiers négatifs, il est nécessaire d'appliquer la dérivée fractionnaire après que la dérivée entière a été effectuée. Par exemple,
{\displaystyle \mathrm {D} ^{\frac {3}{2}}f(x)=\mathrm {D} ^{\frac {1}{2}}\mathrm {D} ^{1}f(x)=\mathrm {D} ^{\frac {1}{2}}{\frac {\mathrm {d} }{\mathrm {d} x}}f(x).}

## Transformation de Laplace
On peut aussi venir à la question via la transformée de Laplace. Sachant que
{\displaystyle {\mathcal {L}}\left\{\mathrm {I} f\right\}(s)={\mathcal {L}}\left\{\int _{0}^{t}f(\tau )\,\mathrm {d} \tau \right\}(s)={\frac {1}{s}}\left({\mathcal {L}}\left\{f\right\}\right)(s)}
et
{\displaystyle {\mathcal {L}}\left\{\mathrm {I} ^{2}f\right\}={\frac {1}{s}}\left({\mathcal {L}}\left\{\mathrm {I} f\right\}\right)(s)={\frac {1}{s^{2}}}\left({\mathcal {L}}\left\{f\right\}\right)(s)}
et ainsi de suite, on a
{\displaystyle \mathrm {I} ^{\alpha }f={\mathcal {L}}^{-1}\left\{s^{-\alpha }\left({\mathcal {L}}\{f\}\right)(s)\right\}} .
Par exemple,
{\displaystyle \mathrm {I} ^{\alpha }(t^{k})={\mathcal {L}}^{-1}\left\{{\frac {\Gamma (k+1)}{s^{\alpha +k+1}}}\right\}={\frac {\Gamma (k+1)}{\Gamma (\alpha +k+1)}}t^{\alpha +k}}
comme prévu. En effet, étant donné la règle de convolution
{\displaystyle {\mathcal {L}}\{f*g\}={\bigl (}{\mathcal {L}}\{f\}{\bigr )}{\bigl (}{\mathcal {L}}\{g\}{\bigr )}}
et en raccourcissant p(x) = xα − 1 pour plus de clarté, on trouve
{\displaystyle {\begin{aligned}\left(\mathrm {I} ^{\alpha }f\right)(t)&={\frac {1}{\Gamma (\alpha )}}{\mathcal {L}}^{-1}\left\{{\bigl (}{\mathcal {L}}\{p\}{\bigr )}{\bigl (}{\mathcal {L}}\{f\}{\bigr )}\right\}\\&={\frac {1}{\Gamma (\alpha )}}(p*f)\\&={\frac {1}{\Gamma (\alpha )}}\int _{0}^{t}p(t-\tau )f(\tau )\,\mathrm {d} \tau \\&={\frac {1}{\Gamma (\alpha )}}\int _{0}^{t}\left(t-\tau \right)^{\alpha -1}f(\tau )\,\mathrm {d} \tau \\\end{aligned}}}
ce qui revient au résultat obtenu par la formule de Cauchy donnée plus haut.
Les transformations de Laplace "fonctionnent" sur relativement peu de fonctions, mais elles sont souvent utiles pour résoudre des équations différentielles fractionnaires.[réf. souhaitée]

## Exemples d'intégrales de Riemann-Liouville
- Fonctions puissances

L'intégrale de Riemann-Liouville de {\textstyle f:x\mapsto x^{\beta }1\!\!1_{\mathbb {R} _{+}}(x)} est
{\displaystyle \mathrm {I} ^{\alpha }f(x)={\frac {\Gamma (\beta +1)}{\Gamma (\alpha +\beta +1)}}x^{\alpha +\beta }}
- Fonctions exponentielles

L'intégrale de Riemann-Liouville de {\textstyle f:x\mapsto \mathrm {e} ^{kx}1\!\!1_{\mathbb {R} _{+}}(x)} est
{\displaystyle \mathrm {I} ^{\alpha }f(x)={\frac {1}{k^{\alpha }}}\sum _{p=0}^{+\infty }{\frac {(kx)^{p+a}}{\Gamma (\alpha +k+1)}}={\frac {(kx)^{a}}{k^{\alpha }}}E_{1,\alpha +1}(kx)}
où E désigne la fonction de Mittag-Leffler.
En particulier, on a
{\displaystyle \mathrm {I} ^{\frac {1}{2}}\mathrm {e} ^{-x}={\frac {2}{\sqrt {x}}}F({\sqrt {x}})}
où F est la fonction de Dawson.

## Remarques
1. 1 2  (Lizorkin 2002).
2. ↑  (Brychkov et Prudnikov 2002).
3. ↑  (Miller et Ross 1993, p. 21).